# 卸町 (さいたま市)
卸町（おろしちょう）は、埼玉県さいたま市見沼区の町名。現行行政地名は卸町一丁目及び卸町二丁目。住居表示未実施地区。郵便番号は337-0004。

## 地理
見沼区の北東部の沖積平野で、東武野田線（東武アーバンパークライン）七里駅から1.5 km北東に位置する。地区の東側を岩槻、南側を宮ヶ谷塔、西側を宮ヶ谷塔や大字深作の飛地、北側を深作（一・二丁目）と隣接する。卸町町域の東端を綾瀬川が流れ、卸町一丁目と同二丁目の間に深作川が流れる。国道16号（東大宮バイパス）に面しており、東北自動車道岩槻インターチェンジからも近い。
かつては湿地帯で深作沼の南端であった場所に卸売団地が造成され、卸町が発足した。工場・事業所以外にも、公園や老人福祉施設等が立地する。

### 地価
国土交通省地価公示
- 所在及び地番：卸町一丁目32番
- 価格：64,000円/m2
- 利用現況：事務所兼倉庫
  - 2016年（平成28年）1月1日現在[5]

## 歴史
- 1983年（昭和58年）7月5日 - 埼玉県南卸売団地を造成するにあたり、大宮市大字宮ヶ谷塔及び大字深作から卸町が発足[6]。
- 2001年（平成13年）5月1日 - 大宮市が浦和市・与野市と合併してさいたま市が発足。さいたま市の町名となる。
- 2003年（平成15年）4月1日 - さいたま市の政令指定都市移行により、見沼区の町名となる。

## 世帯数と人口
2017年（平成29年）9月1日現在の世帯数と人口は以下の通りである。
| 丁目               | 世帯数 | 人口 |
| ------------------ | ------ | ---- |
| 卸町一丁目・二丁目 | 56世帯 | 56人 |

## 小・中学校の学区
市立小・中学校に通う場合、学区（校区）は以下の通りとなる。
| 丁目       | 番地 | 小学校                 | 中学校                 |
| ---------- | ---- | ---------------------- | ---------------------- |
| 卸町一丁目 | 全域 | さいたま市立春野小学校 | さいたま市立春野中学校 |
| 卸町二丁目 | 全域 | さいたま市立春野小学校 | さいたま市立春野中学校 |

## 施設
ほぼ全域が県南卸町団地であることもあり、数多くの商業施設が立地している。
卸町一丁目
- 埼玉県南卸売団地協同組合会館[8]
- 大宮卸町簡易郵便局
- 生活クラブ生活協同組合 大宮センター
- 卸町公園

卸町二丁目
- 介護老人福祉施設 さいたまやすらぎの里 - 社会福祉法人 安心会
- 卸町緑地公園
- 上綾公園
- 卸町二丁目公園

## 交通

### 鉄道
町域内に鉄道は敷設されていない。最寄り駅は東武野田線（東武アーバンパークライン）七里駅が卸町一丁目32番の地点よりおよそ2.7 kmの位置にある。

### 道路
- 国道16号東大宮バイパス

### バス
- グローバル交通
  - 埼玉県南卸売団地協同組合の組合員を東武野田線（東武アーバンパークライン）七里駅と埼玉県南卸売団地の間を輸送する特定運輸バスを運行している。
    - 七里駅ののりばは、国際興業バスの「七里駅入口」バス停（さいたま東営業所方面）と同じ場所にあるが、先述の通り特定運輸バスの為、組合員以外は乗車できない。